# Spermacoce cupularis
Spermacoce cupularis là một loài thực vật có hoa trong họ Thiến thảo. Loài này được (DC.) Kuntze miêu tả khoa học đầu tiên năm 1898.